# Immetalia josioides
Immetalia josioides là một loài bướm đêm trong họ Noctuidae.